# Amiga
Amiga — семейство домашних персональных компьютеров и операционных систем, разработанных Amiga Corporation.

## История

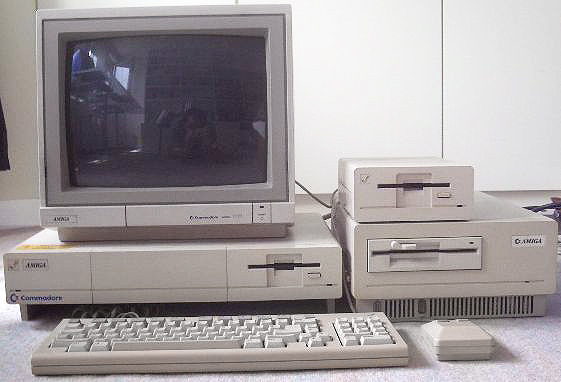
Первый мультимедийный компьютер в мире — Amiga 1000 (1985)

Разработка компьютера началась в 1982 году в городе Лос-Гатосе (Калифорния, США). Помимо заработанных 7 миллионов долларов, которые было решено потратить на самофинансирование, создатели имели значительный опыт в создании аппаратного и программного обеспечения. В списке создателей Джей Майнер, создатель специальных микрочипов для персональных компьютеров, и Роберт Дж. Микал, известный программист компании WMS Industries.
Первоначально проект назывался Хай-Торо (Hi-Toro), затем было решено сменить название на более лаконичное и привлекательное — Amiga (с исп. — «подружка»). Создание этого компьютера было в обстановке строжайшей секретности и маскировало его параллель с манипулятором «доска для серфинга», имеющим реальную связь.
4 января 1984 года Роберт Дж. Микал и Дэйв Морс впервые устроили демонстрацию возможностей Amiga, показав знаменитую озвученную анимацию «Боинг» (Amiga Boing Ball (англ.)), где шар, разрисованный красными и белыми квадратами, летал по экрану, с грохотом ударяясь о его края.
23 июля 1985 года первая Amiga 1000 была продемонстрирована в Центре Линкольна (г. Нью-Йорк). Компания Commodore International выпустила машину на рынок. Попутно ей пришлось выкупить компанию Amiga Corp, которая к этому времени оказалась финансовым заложником Atari. Amiga 1000 опережала своё время, обладала великолепными графическими и звуковыми возможностями, а также развитой операционной системой, обладающей вытесняющей многозадачностью (в настоящее время известной как AmigaOS). Для развития платформы было организовано дочернее отделение Commodore Amiga и обеспечено дальнейшее финансирование многообещающей разработки. За создание OC взялась компания Metacomco из города Бристоля. Молодая (тогда ещё) компания Electronic Arts разработала стандарты для файлов-контейнеров, содержащих различные типы данных (текст, звук, графику, анимацию и прочее) — Interchange File Format (IFF).
Основанная на 32-разрядном процессоре MC68000, Amiga стала значительным шагом вперёд по сравнению с существовавшими на тот момент компьютерными платформами, при этом сильно демпинговал конкурентов. Популярность Amiga среди компьютерных энтузиастов стремительно росла, особенно в Европе. Компания Commodore быстро занимала всё большую долю рынка, пока не стала лидером продаж персональных компьютеров в мире и не превратилась в корпорацию Commodore Semiconductor Group. Модельный ряд компьютеров за 1985—1995 гг. можно увидеть в таблице, приведённой ниже.
К сентябрю 1993 года чётко обозначились финансовые проблемы. Commodore получал большие доходы (особенно в Европе) и продавал лучшие среди доступных в США и Европе домашних (и не только домашних) компьютеров. Обладание правами на лучшие продукты не означает, что маркетинговая политика будет на уровне продаваемой продукции. Корпорация вела абсолютно закрытую политику поддержки собственных разработок, несостоятельную ценовую политику (отказываясь от внедрения разработок собственных инженеров), культивировала в себе комплекс неполноценности по отношению к более слабым, но набирающим обороты платформам (в первую очередь PC и Atari). В то же самое время корпорация боролась за рынок периферийных устройств для Amiga (пользователи предпочитали подключать более дешёвую периферию других компаний), но не сделала ни одного шага в сторону открытой архитектуры. Малооправданные метания между рынком серверов, домашних персональных компьютеров и игровых приставок стали притчей во языцех.
В марте 1994 года Commodore официально объявили о финансовых трудностях, которые могут привести к банкротству или ликвидации компании. Убытки с начала года составили 8,2 миллиона долларов. Цена акций упала до 75 центов; Нью-Йоркская биржа приостановила продажу акций Commodore. Крах корпорации совпал с падением курса доллара на европейских рынках, где происходили основные продажи Amiga (не следует забывать, что финансовые потоки Commodore управлялись из Америки).
Концепции, реализованные разработчиками Amiga, впоследствии были скопированы на другие платформы, зачастую под другими названиями (intuition — multimedia, autoconfig — plug and play, genlock, альфа-канал, чипсет, блиттер, copper и другие). Патенты Commodore были раскуплены в краткое время конкурентами и заинтересованными компаниями.
Логотип системы AMIGA OS создал американский фурри-художник Эрик Шварц, фанат компьютеров AMIGA. Созданные им на этих компьютерах в 90-х годах анимационные ролики сейчас используются для демонстрации их возможностей, в то время являвшихся колоссальными.

## Особенности архитектуры
В компьютерах Amiga широко использовались специализированные графические (Agnus, Denis) и музыкальные (Paula) сопроцессоры, позволявшие разгрузить ЦПУ, обладавший весьма скромными ресурсами, и работавшие с мультимедиа. Впоследствии подобный подход станет общеупотребительным и перейдёт на другие платформы.

## Модельный ряд
| Модель                                             | Производитель    | Годы выпуска   | Процессор            | ОЗУ                      | Поддержка ОС                                                     | Примечания |
| -------------------------------------------------- | ---------------- | -------------- | -------------------- | ------------------------ | ---------------------------------------------------------------- | --- |
| Первоначальный чипсет (Original Chipset, OCS)      |                  |                |                      |                          |                                                                  | |
| Amiga 1000                                         | Commodore        | 1985—1987      | 68000                | 256 КБ                   | AOS 1.0—1.3                                                      | Более поздние Amiga 1000 шли с 512 КБ памяти |
| Amiga 500                                          | Commodore        | 1987—1991      | 68000                | 512 КБ                   | AOS 1.2—1.3                                                      | Первая «бюджетная» Amiga; более поздние Amiga 500 шли с 1 МБ памяти |
| Amiga 2000                                         | Commodore        | 1987—1990      | 68000                | 512 КБ                   | AOS 1.2—1.3, AMIX, NetBSD                                        | Первая настольная Amiga со слотами расширения Zorro II, ISA и CPU-сокетом |
| Amiga 2500UX                                       | Commodore        | 1989—1990      | 68020                | 1 МБ                     | AT&T Unix V rel.4, AMIX, NetBSD                                  | Интересно, что этот компьютер появился раньше Amiga 2500 |
| Amiga 2500                                         | Commodore        | 1989—1990      | 68020, 68030         | 1 МБ                     | AOS 2.0—2.04, AMIX, NetBSD                                       | Первая Amiga продававшаяся с предустановленным акселератором (A2630) |
| Amiga 1500                                         | Commodore        | 1990           | 68000                | 512 КБ Chip, 512 КБ Fast | AOS 1.3                                                          | Эксклюзивный британский вариант от Commodore UK |
| Amiga CDTV                                         | Commodore        | 1991—1992      | 68000                | 1 МБ                     | AOS 1.3                                                          | Мультимедийное устройство с CD-приводом |
| MiniMig                                            | не выпускалась   | 2005           | Freescale MC68SEC000 | 1 МБ                     | AOS 1.3                                                          | реинкарнация классической Amiga, свёрнутой в ПЛИС, загружает Kickstart, AmigaOS и программы с MMC Flash, 90% эмуляции OCS                                                               |
| Усовершенствованный чипсет (Enhanced Chipset, ECS) |                  |                |                      |                          |                                                                  | |
| Amiga 1500+                                        | Commodore        | 1991           | 68000                | 1МБ                      | AOS 2.04                                                         | Эксклюзивный британский вариант от Commodore UK |
| Amiga 2000+                                        | Commodore        | 1991           | 68000                | 1МБ                      | AOS 2.0—2.04                                                     | Обладала переключателем Kickstart V34/V37 и слотом для памяти |
| Amiga 3000                                         | Commodore        | 1990—1992      | 68030                | 1 МБ Chip, 1МБ Fast      | AOS 2.0—2.04, AMIX, NetBSD                                       | Первая система со слотом Zorro III |
| Amiga 3000UX                                       | Commodore        | 1990—1992      | 68030                | 1 МБ Chip, 1МБ Fast      | AT&T Unix V rel.4, AMIX, NetBSD                                  | Unix-система на основе Amiga 3000 |
| Amiga 3000T                                        | Commodore        | 1991—1992      | 68030                | 1-2 МБ Chip, 1—4 МБ Fast | AOS 2.04, AMIX, NetBSD                                           | Первая Amiga в корпусе «башня» |
| Amiga 500+                                         | Commodore        | 1991—1992      | 68000                | 1 МБ                     | AOS 2.04—2.1                                                     | Появились встроенные часы в low-end серии Amiga |
| Amiga 600                                          | Commodore        | 1992—1996      | 68000                | 1 МБ                     | AOS 2.04—2.1                                                     | Самая маленькая из всех классических Amiga (типоразмер Suzanne) |
| Mini-ITX MiniMig 1.0                               | не выпускалась   | 2007—2008      | Freescale MC68SEC000 | 2 МБ                     | AOS 2.04—2.1                                                     | Материнская плата типоразмера Mini-ITX,, загружает Kickstart, AmigaOS и программы с MMC Flash, 99% эмуляции OCS и отчасти ECS                                                           |
| Mini-ITX MiniMig 1.1                               | ACube Systems    | 2008-сегодня   | Freescale MC68SEC000 | 2 МБ или 4 МБ            | AOS 3.1, Minix                                                   | Материнская плата типоразмера Mini-ITX,, загружает Kickstart, AmigaOS и программы с MMC Flash, 99% эмуляции OCS и отчасти ECS. Загрузка с 1 Гб SD-карты.                                |
| Mini-ITX MiniMig 2.0                               | не выпускалась   | 2009           | Freescale MC68SEC000 | 2 МБ                     | AOS 3.1                                                          | Материнская плата типоразмера Mini-ITX, аппаратно эмулирует контроллер винчестера классической Amiga. Запускаются отдельные AGA-приложения и работает AmigaOS 3.1                       |
| Advanced Graphics Architecture (AGA)               |                  |                |                      |                          |                                                                  | |
| Amiga 1200                                         | Commodore, ESCOM | 1992—1996      | 68020                | 2 МБ                     | AOS 3.0—3.9, Minix, Debian Potato, NetBSD                        | Самая популярная low-end Amiga |
| Amiga 4000                                         | Commodore        | 1992—1994      | 68030, 68040         | 2 МБ Chip, 2—4 МБ Fast   | AOS 3.0—3.1, Minix, Debian Potato, NetBSD                        | Штатно поддерживаются SIMM-память и шина ISA |
| Amiga 4000T                                        | Commodore, ESCOM | 1994—1996      | 68040, 68060         | 2 МБ Chip, 4 МБ Fast     | AOS 3.1—3.9, Minix, Debian Potato, NetBSD                        | Самая популярная high-end Amiga |
| Amiga CD32                                         | Commodore        | 1993—1994      | 68020                | 2 МБ                     | AOS 3.1                                                          | Мультимедийное устройство с CD-приводом |
| Основанные на PowerPC                              |                  |                |                      |                          |                                                                  | |
| AmigaONE SE                                        | Eyetech          | 2002—2004      | PowerPC              | варьируется              | AOS 4.0                                                          | Первая плата Amiga нового поколения на процессоре G3/600МГц |
| Pegasos                                            | bPlan            | 2003           | PowerPC              | варьируется              | MOS 1.4                                                          | G3 600/Мгц, концепция полностью открытой архитектуры |
| AmigaONE XE                                        | Eyetech          | 2003—2004      | PowerPC              | варьируется              | AOS 4.0                                                          | Процессорный модуль, XE может объединяться с A1200 по PCI |
| Pegasos II                                         | bPlan            | 2003—2006      | PowerPC              | варьируется              | MOS 1.4, AOS 4.1                                                 | Процессорный модуль (штатно G4/1ГГц), концепции ODW и OSW |
| AmigaONE µA1—C                                     | Eyetech          | 2004—2005      | PowerPC              | 256 МБ                   | AOS 4.0                                                          | Новая Amiga в типоразмере MiniITX, поддерживает модуль MegArray |
| AmigaONE µA1—I                                     | Eyetech          | не выпускалась | PowerPC              | 256 МБ                   | AOS 4.0                                                          | Аналог µA1-C, в прототипе процессор G4/800МГц и память 256МБ не заменяемы |
| Efika 5k2                                          | Genesi           | 2005—2007      | PowerPC              | 32—512МБ                 | MOS 1.4, OpenSUSE 10.3                                           | Сверхдешёвая новая Amiga в типоразмере MiniITX |
| Efika 5200B                                        | Genesi           | 2007—2009      | PowerPC              | 32—512МБ                 | MOS 1.4, OpenSUSE 10.3                                           | Первая Amiga стоимостью $99, в типоразмере MiniITX |
| Efika MX                                           | Genesi           | 2010           | PowerPC              | 512МБ                    | MOS 1.4, OpenSUSE 10.10                                          | Первая Amiga в формате нетбука. Продавался сначала под названием Efika MX Smartbook, затем Efika MX Smarttop, и был окончательно переименован в Efika MX из-за спора о товарных знаках. |
| SAM 440ep                                          | ACube Systems    | 2007—2010      | PowerPC              | 512МБ                    | AOS 4.1, CRUX PPC                                                | Законченный проект Samantha, процессор AMCC 440ep 533МГц или 667МГц |
| SAM 440ep-flex                                     | ACube Systems    | 2009-сегодня   | PowerPC              | 512МБ                    | AOS 4.1, CRUX PPC, Debian Lenny, Ubuntu, Fedora 9, FreeBSD, AROS | SAM 440ep типоразмера FlexATX, имеет модуль ZigBee для удалённого мониторинга и управления, процессор Soc AMCC 440ep 667МГц или 800МГц                                                  |
| Sam460ex                                           | ACube Systems    | 2010-сегодня   | PowerPC              | 2 Гб                     | AOS 4.1, CRUX PPC, Ubuntu, MorphOS, AROS                         | Преемник SAM 440ep типоразмера FlexATX, процессор Soc AMCC 460ex 1,15ГГц |
| Sam460ex Lite                                      | ACube Systems    | 2010-сегодня   | PowerPC              | 512 Мб                   | AOS 4.1, CRUX PPC, MorphOS                                       | Облегчённая версия Sam460ex типоразмера FlexATX, процессор Soc AMCC 460ex 1ГГц |
| Sam460cr                                           | ACube Systems    | 2010-сегодня   | PowerPC              | 512 Мб                   | AOS 4.1, CRUX PPC, MorphOS                                       | Облегчённая версия Sam460ex типоразмера FlexATX, процессор Soc AMCC 460ex 1ГГц, отсутствуют интегрированные графика и звук                                                              |
| AmigaOne 500                                       | ACube Systems    | 2011-сегодня   | PowerPC              | 2 Гб                     | AOS 4.1 FE, CRUX PPC                                             | Была создана на базе материнской платы Sam460cr (урезанной версии оригинальной SAM 460ex)                                                                                               |
| AmigaOne X1000                                     | A-Eon Technology | 2012-2015      | PowerPC              | варьируется, до 8Гб      | AOS 4.1 Update 5                                                 | Проект A-Eon, на базе процессора Dual-core PowerISA™ v2.04+ и сопроцессора "Xena" XMOS XS1-L1 128 SDS                                                                                   |
| AmigaOne X5000                                     | A-Eon Technology | 2016-сегодня   | PowerPC              | варьируется, до 8Гб      | AOS 4.1 Final Edition                                            | Проект A-Eon, на базе процессора Dual-core PowerISA™ v2.04+ и сопроцессора "Xena" XMOS XS1-L2 124 SDS                                                                                   |

### Русскоязычные
- AiC — русскоязычный портал пользователей Amiga
- материалы группы разработчиков AmiRUS
- «Dogma» популярное украинское on-line издание (альтернативная ссылка Архивная копия от 17 января 2021 на Wayback Machine)
- Amiga на Северном Урале
- Амига глазами Спектрумистов
- #CommodoreAmiga The Computer Chronicles Новые Амига(1988 год) в русском переводе.

### Международные
- Amiga Inc. (англ.)
- Genesi — производитель Pegasos и Efika (англ.)
- Eyetech — производитель AmigaONE (англ.)
- ACube Systems Srl. — производитель AmigaOne и Sam (англ.)
- AmigaOS 4.0 — официальный сайт (англ.)
- Aminet — международный архив П/О для Amiga (англ.)
- OS4 Depot — международный архив П/О для AmigaOS 4.0 (англ.)
- Amiga Network News — новости Amiga в Internet (англ.)
- Amiga Link Directory — архив ссылок в Internet (англ.)
- Jeux Amiga — список всех игр для AmigaOS/MorphOS (фр.)
- amiga.org — английский портал пользователей Amiga (англ.)
- Amiga History Guide — архив статей по истории Amiga (англ.)
- Intuition Base — архив статей по AmigaOS 4.0 (англ.)
- Официальный сайт AROS — OpenSource-реализации AmigaOS (рус.)
- Hall of Light — архив компьютерных игр (англ.).
- Amiga Magazines Rack — архив компьютерной прессы (англ.).
- 32 years ago today: the Commodore Amiga 500 debut at CES